# Trabalho forçado
Trabalho forçado ou trabalho compulsório, segundo a Organização Internacional do Trabalho (OIT), é o trabalho ou serviço imposto a uma pessoa a título de sanção penal mediante perda de direitos.

## Descrição
Em 2005, a OIT estimava que, em todo o mundo, existissem, no mínimo, 12,3 milhões de pessoas submetidas a trabalho forçado ilícito (nos termos das Convenções 29 e 105). Em termos globais, as empresas privadas auferiram lucros de, pelo menos, 44,3 bilhões de dólares estadunidenses ao ano, graças à exploração do trabalho forçado. Desse total, 31,6 bilhões de dólares estadunidenses também estariam ligados ao tráfico de pessoas. Os maiores lucros advindos do trabalho forçado e do tráfico de trabalhadores - mais de 15 bilhões de dólares estadunidenses - são registrados nos países industrializados. No entanto, a OIT reconhece que essas cifras podem ser, na realidade, muito maiores.
Ainda segundo a OIT, mais de 2,45 milhões de trabalhadores forçados são vítimas do tráfico de pessoasː ou seja, o tráfico alimenta 20% do trabalho forçado no mundo. A maior parte das pessoas traficadas destina-se à exploração do comércio sexual (43%); 32% à exploração econômica (incluindo escravidão, servidão, escravidão por dívida e trabalho doméstico forçado e outros) e 25% a múltiplos tipos de exploração. A maior parte dessas pessoas se destina à região da Ásia-Pacífico (1,36 milhões). 12,3 milhões de pessoas estão submetidas a trabalho forçado, sendo que 9,8 milhões (80%) são exploradas por agentes privados e 2.5 (20%) milhões  pelo Estado ou por milícias rebeldes.
Os lucros do tráfico de trabalho forçado estão estimados em mais de 32 bilhões de dólares estadunidenses.
Em 2016, a OIT estimou que mais de 40 milhões de pessoas no mundo foram vítimas da escravidão moderna, com cerca de 25 milhões delas sendo submetidas a trabalho forçado. 